# Енвик
Енвик (фр. Henvic, бретонски Henvig) је насељено место у Француској у региону Бретања, у департману Финистер.
По подацима из 2011. године у општини је живело 1298 становника, а густина насељености је износила 130,45 становника/km².

## Демографија
| 1962. | 1968. | 1975. | 1982. | 1990. | 2011. |
| ----- | ----- | ----- | ----- | ----- | ----- |
| 1.420 | 1.216 | 1.145 | 1.222 | 1.265 | 1.298 |